# Élections municipales de 2008 à Nîmes
Les élections municipales à Nîmes ont eu lieu les 11 et 18 mars 2008.

## Premier tour
|                      | Liste     | Nombre de voix | Résultats |
| Jean-Paul Fournier   | UMP-NC    | 18 165         | 39,78 %   |
| Alain Clary          | PCF       | 9 946          | 21,78 %   |
| Bernard Casaurang    | PS        | 6 243          | 13,67 %   |
| Philippe Berta       | MoDem     | 3 983          | 8,72 %    |
| Silvain Pastor       | Les Verts | 1 830          | 4,01 %    |
| Kristine Charmasson  | EXG       | 1 279          | 2,8 %     |
| Jean-François Detrie | DVG       | 999            | 2,19 %    |